# みたけ
みたけは岩手県盛岡市の町名。みたけ一丁目〜みたけ六丁目からなる。住居表示実施済み。

## 歴史
かつての岩手郡厨川村の区域にあたる。1940年（昭和15年）1月1日に厨川村が盛岡市に編入されて以降は、盛岡市下厨川の一部。1976年（昭和51年）に住居表示が実施され、現行町名となった。
かつては、観武ヶ原と呼ばれた原野であり、現在の「みたけ」の町名も、これに由来する。
第一次世界大戦開戦を間近に控え、軍事増強が叫ばれる中、岩手県や盛岡市の陳情に応じ、1908年（明治41年）に青森県弘前市から旧帝国陸軍工兵第八大隊が当地一帯に移転してきたことを期に、軍の駐留地、練兵場となった。第二次世界大戦後は開拓地となり、1970年（昭和45年）の岩手国体開催に際し、計画的な都市整備がなされ、碁盤目状に整然と区画された街並みが形成された。

## 施設
- 盛岡新幹線車両センター
- 岩手県営運動公園
- 岩手県営武道館
- 岩手県営スケート場
- 盛岡中央高等学校
- 盛岡市立城北小学校

### 書籍
- 「角川日本地名大辞典」編纂委員会 編『角川日本地名大辞典 3 岩手県』角川書店、1985年。ISBN 4-04-001030-2。
- 平凡社『日本歴史地名大系 03 岩手県の地名』角川書店、1990年7月13日。ISBN 4-58-249003-4。